# Cuevas del Valle (kommunhuvudort)
Cuevas del Valle är en kommunhuvudort i Spanien.   Den ligger i provinsen Provincia de Ávila och regionen Kastilien och Leon, i den centrala delen av landet, 110 km väster om huvudstaden Madrid. Cuevas del Valle ligger 854 meter över havet och antalet invånare är 570.
Terrängen runt Cuevas del Valle är huvudsakligen kuperad, men västerut är den bergig. Cuevas del Valle ligger nere i en dal. Runt Cuevas del Valle är det glesbefolkat, med 19 invånare per kvadratkilometer. Närmaste större samhälle är Arenas de San Pedro, 11,4 km sydväst om Cuevas del Valle. 